# Alissandra Cummins

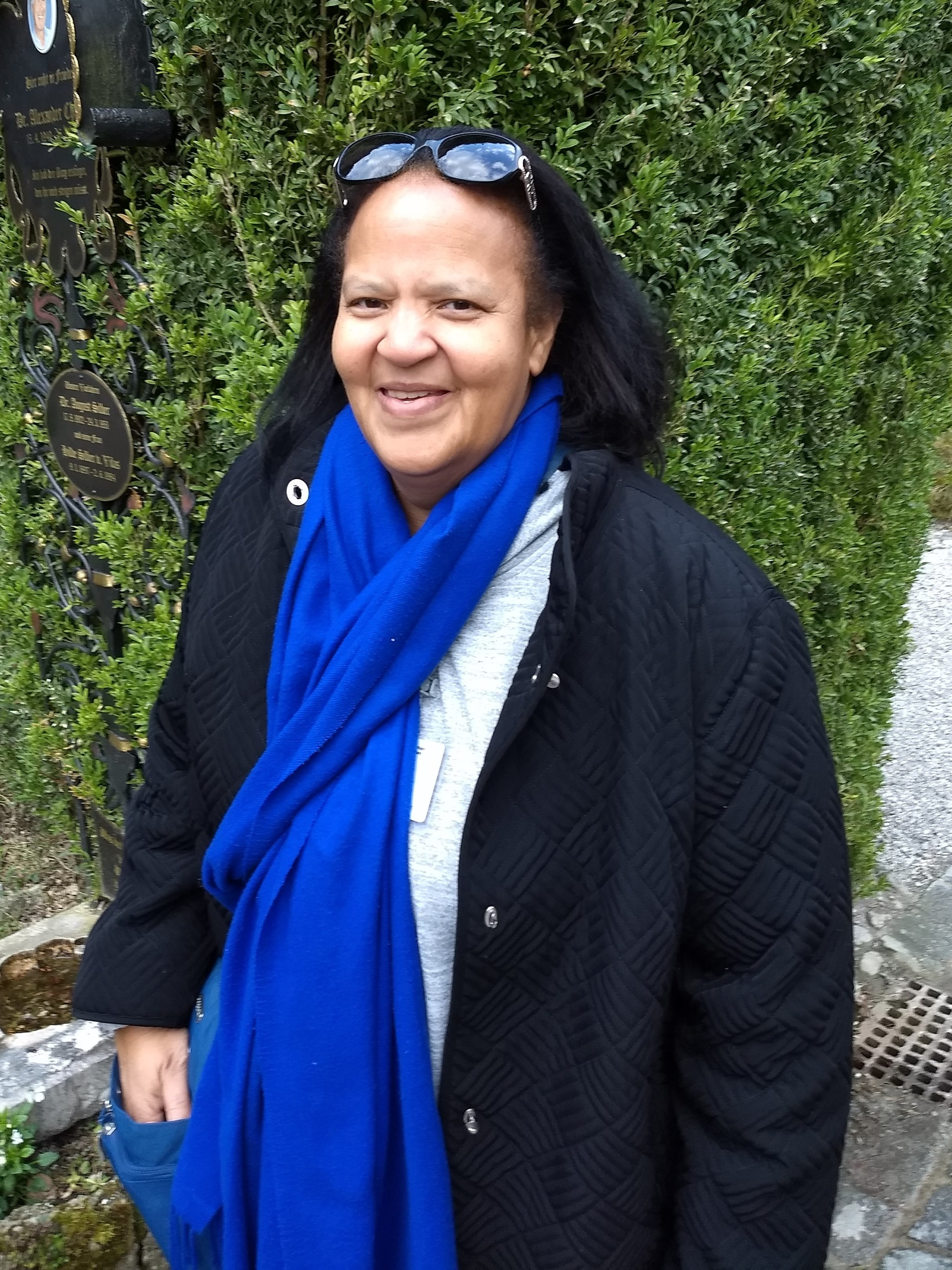
Alissandra Cummins, chuyên gia hàng đầu về di sản Caribbean.

Alissandra Cummins (sinh ngày 30 tháng 10 năm 1958) là Chủ tịch của Ban điều hành UNESCO (2011-2013). Bà đến từ Barbados và là một trong những chuyên gia hàng đầu về di sản, phát triển bảo tàng và nghệ thuật Caribe. Alissandra Cummins là Giám đốc Bảo tàng & Hiệp hội Lịch sử Barbados  và cô là giảng viên về Bảo tàng và Nghiên cứu Di sản tại Đại học Tây Ấn. Bà là chủ tịch của Tạp chí Quốc tế về Di sản phi vật thể. Cô nằm trong ban quản trị của Liên minh các trang web lương tâm quốc tế, và Tạp chí quốc tế về quản lý bảo tàng và giám tuyển.
Cô được đào tạo tại Queen's College, Barbados, Đại học East Anglia (BA, Lịch sử nghệ thuật) và Đại học Leicester (MA, Museum Studies).
Alissandra Cummins từng đảm nhiệm các vị trí lãnh đạo cho một số Ủy ban liên chính phủ và tổ chức phi chính phủ, đặc biệt bà là Chủ tịch Ủy ban Cố vấn của Hội đồng Bảo tàng Quốc tế, và liên tiếp là Chủ tịch của tổ chức (2004-2010). Vì vậy, cô là nữ chủ tịch đầu tiên của tổ chức và là người đầu tiên phục vụ từ khu vực Caribbean. Tại UNESCO, Alissandra Cummins là thành viên của Ban điều hành cho hai nhiệm vụ và từ năm 2009 đến 2011, bà được bầu làm Chủ tịch Ủy ban Tài chính và Hành chính của Hội đồng. Gần đây nhất, bà cũng đã chủ trì Ủy ban hành chính trong phiên họp thứ 36 của Đại hội đồng UNESCO.
Trong các chương trình và công ước văn hóa của UNESCO, Alissandra Cummins, giữ vai trò Chủ tịch Ủy ban liên chính phủ về việc thúc đẩy trả lại tài sản văn hóa cho quốc gia gốc hoặc Hiến pháp của mình trong trường hợp chiếm đoạt bất hợp pháp (ICPRCP) (2003-2005) Ủy ban Cố vấn Quốc tế của Chương trình Ký ức Thế giới của UNESCO (2007-2009) và bà là Phó Chủ tịch Ủy ban Liên Chính phủ về Bảo vệ Di sản Văn hóa và Tự nhiên Thế giới (2009, 2011).

## Ấn phẩm (tuyển chọn)
- Giám tuyển tại Caribbean, The Green Box, Berlin 2012 (biên tập với David A. Bailey MBE, Axel Lapp, Allison Thompson). ISBN 978-3-941644-32-8
- Nghệ thuật ở Barbados, Nhà xuất bản Ian Randle, Jamaica 1999, (biên tập với Allison Thompson, Nick Whittle). ISBN 978-9-768123-82-4 Mã số   980-9-768123-82-4